# Salsa Tequila
"Salsa Tequila" is een nummer uit 2014 van de Noorse zanger en komiek Anders Nilsen. Op internet werd het nummer een groot succes. Daarom werd het officieel uitgebracht op 23 juni 2014 en behaalde het in Noorwegen en in de Nederlandse Top 40 de eerste plaats in de hitparade. Hiermee werd het de vierde Noorse nummer 1-hit in de geschiedenis van de Top 40.

## Achtergrondinformatie
Het noveltynummer heeft een onzintekst die slechts bestaat uit een willekeurige opsomming van Spaanse woorden, uitdrukkingen en namen. Verder zitten de saxofoon en accordeon erin verwerkt.

## Tracklijst
| Nr. | Titel         | Duur |
| --- | ------------- | ---- |
| 1.  | Salsa Tequila | 3:19 |

## Hitnoteringen

### Nederlandse Top 40
| Hitnotering: 12-07-2014 t/m 18-10-2014 | Hitnotering: 12-07-2014 t/m 18-10-2014 | Hitnotering: 12-07-2014 t/m 18-10-2014 | Hitnotering: 12-07-2014 t/m 18-10-2014 | Hitnotering: 12-07-2014 t/m 18-10-2014 | Hitnotering: 12-07-2014 t/m 18-10-2014 | Hitnotering: 12-07-2014 t/m 18-10-2014 | Hitnotering: 12-07-2014 t/m 18-10-2014 | Hitnotering: 12-07-2014 t/m 18-10-2014 | Hitnotering: 12-07-2014 t/m 18-10-2014 | Hitnotering: 12-07-2014 t/m 18-10-2014 | Hitnotering: 12-07-2014 t/m 18-10-2014 | Hitnotering: 12-07-2014 t/m 18-10-2014 | Hitnotering: 12-07-2014 t/m 18-10-2014 | Hitnotering: 12-07-2014 t/m 18-10-2014 | Hitnotering: 12-07-2014 t/m 18-10-2014 | Hitnotering: 12-07-2014 t/m 18-10-2014 |
| Week:                                  | 1                                      | 2                                      | 3                                      | 4                                      | 5                                      | 6                                      | 7                                      | 8                                      | 9                                      | 10                                     | 11                                     | 12                                     | 13                                     | 14                                     | 15                                     |                                        |
| -------------------------------------- | -------------------------------------- | -------------------------------------- | -------------------------------------- | -------------------------------------- | -------------------------------------- | -------------------------------------- | -------------------------------------- | -------------------------------------- | -------------------------------------- | -------------------------------------- | -------------------------------------- | -------------------------------------- | -------------------------------------- | -------------------------------------- | -------------------------------------- | -------------------------------------- |
| Positie:                               | 16                                     | 1                                      | 1                                      | 1                                      | 2                                      | 2                                      | 4                                      | 5                                      | 6                                      | 8                                      | 15                                     | 18                                     | 20                                     | 22                                     | 36                                     | uit                                    |

### NederlandseSingle Top 100
| Hitnotering: 28-06-2014 t/m 29-11-2014 | Hitnotering: 28-06-2014 t/m 29-11-2014 | Hitnotering: 28-06-2014 t/m 29-11-2014 | Hitnotering: 28-06-2014 t/m 29-11-2014 | Hitnotering: 28-06-2014 t/m 29-11-2014 | Hitnotering: 28-06-2014 t/m 29-11-2014 | Hitnotering: 28-06-2014 t/m 29-11-2014 | Hitnotering: 28-06-2014 t/m 29-11-2014 | Hitnotering: 28-06-2014 t/m 29-11-2014 | Hitnotering: 28-06-2014 t/m 29-11-2014 | Hitnotering: 28-06-2014 t/m 29-11-2014 | Hitnotering: 28-06-2014 t/m 29-11-2014 | Hitnotering: 28-06-2014 t/m 29-11-2014 | Hitnotering: 28-06-2014 t/m 29-11-2014 |
| Week:                                  | 1                                      | 2                                      | 3                                      | 4                                      | 5                                      | 6                                      | 7                                      | 8                                      | 9                                      | 10                                     | 11                                     | 12                                     | 13                                     |
| -------------------------------------- | -------------------------------------- | -------------------------------------- | -------------------------------------- | -------------------------------------- | -------------------------------------- | -------------------------------------- | -------------------------------------- | -------------------------------------- | -------------------------------------- | -------------------------------------- | -------------------------------------- | -------------------------------------- | -------------------------------------- |
| Positie:                               | 90                                     | 25                                     | 2                                      | 2                                      | 2                                      | 2                                      | 2                                      | 4                                      | 6                                      | 8                                      | 9                                      | 10                                     | 14                                     |
| Week:                                  | 13                                     | 14                                     | 15                                     | 16                                     | 17                                     | 18                                     | 19                                     | 20                                     | 21                                     | 22                                     | 23                                     |                                        |                                        |
| Positie:                               | 20                                     | 26                                     | 24                                     | 31                                     | 35                                     | 40                                     | 51                                     | 65                                     | 79                                     | 87                                     | 91                                     | uit                                    |                                        |

### NederlandseMega Top 50
| Hitnotering: 05-07-2014 t/m 18-10-2014 | Hitnotering: 05-07-2014 t/m 18-10-2014 | Hitnotering: 05-07-2014 t/m 18-10-2014 | Hitnotering: 05-07-2014 t/m 18-10-2014 | Hitnotering: 05-07-2014 t/m 18-10-2014 | Hitnotering: 05-07-2014 t/m 18-10-2014 | Hitnotering: 05-07-2014 t/m 18-10-2014 | Hitnotering: 05-07-2014 t/m 18-10-2014 | Hitnotering: 05-07-2014 t/m 18-10-2014 | Hitnotering: 05-07-2014 t/m 18-10-2014 | Hitnotering: 05-07-2014 t/m 18-10-2014 | Hitnotering: 05-07-2014 t/m 18-10-2014 | Hitnotering: 05-07-2014 t/m 18-10-2014 | Hitnotering: 05-07-2014 t/m 18-10-2014 | Hitnotering: 05-07-2014 t/m 18-10-2014 | Hitnotering: 05-07-2014 t/m 18-10-2014 | Hitnotering: 05-07-2014 t/m 18-10-2014 | Hitnotering: 05-07-2014 t/m 18-10-2014 |
| Week:                                  | 1                                      | 2                                      | 3                                      | 4                                      | 5                                      | 6                                      | 7                                      | 8                                      | 9                                      | 10                                     | 11                                     | 12                                     | 13                                     | 14                                     | 15                                     | 16                                     |                                        |
| -------------------------------------- | -------------------------------------- | -------------------------------------- | -------------------------------------- | -------------------------------------- | -------------------------------------- | -------------------------------------- | -------------------------------------- | -------------------------------------- | -------------------------------------- | -------------------------------------- | -------------------------------------- | -------------------------------------- | -------------------------------------- | -------------------------------------- | -------------------------------------- | -------------------------------------- | -------------------------------------- |
| Positie:                               | 21                                     | 4                                      | 2                                      | 2                                      | 2                                      | 2                                      | 4                                      | 5                                      | 6                                      | 7                                      | 12                                     | 21                                     | 24                                     | 26                                     | 38                                     | 46                                     | uit                                    |

### VlaamseUltratop 50
| Hitnotering: 26-07-2014 t/m 13-09-2014 | Hitnotering: 26-07-2014 t/m 13-09-2014 | Hitnotering: 26-07-2014 t/m 13-09-2014 | Hitnotering: 26-07-2014 t/m 13-09-2014 | Hitnotering: 26-07-2014 t/m 13-09-2014 | Hitnotering: 26-07-2014 t/m 13-09-2014 | Hitnotering: 26-07-2014 t/m 13-09-2014 | Hitnotering: 26-07-2014 t/m 13-09-2014 | Hitnotering: 26-07-2014 t/m 13-09-2014 | Hitnotering: 26-07-2014 t/m 13-09-2014 |
| Week:                                  | 1                                      | 2                                      | 3                                      | 4                                      | 5                                      | 6                                      | 7                                      | 8                                      |                                        |
| -------------------------------------- | -------------------------------------- | -------------------------------------- | -------------------------------------- | -------------------------------------- | -------------------------------------- | -------------------------------------- | -------------------------------------- | -------------------------------------- | -------------------------------------- |
| Positie:                               | 44                                     | 37                                     | 34                                     | 32                                     | 29                                     | 49                                     | 46                                     | 44                                     | uit                                    |